# Olympische Sommerspiele 1904/Radsport – ½ Meile Bahn (Männer)
Das ½-Meile-Bahnradrennen der Männer bei den Olympischen Spielen 1904 in St. Louis fand am 2. August statt.
Es war der erste Wettkampf im Radsport der Spiele. Bei diesem nahmen ausschließlich Athleten aus den Vereinigten Staaten teil. Es war seither nie wieder Teil des olympischen Programms.
Marcus Hurley, der insgesamt vier Goldmedaillen bei den Spielen gewinnen konnte, setzte sich im Finale mit eineinhalb Radlängen Vorsprung auf Burton Downing durch. Bronze ging an Edward Billington.

## Ergebnisse

### Vorläufe
Die zwei schnellsten Fahrer eines Laufes qualifizierten sich für die Halbfinalläufe. Es ist nicht bekannt in welchem der Vorläufe Joel McCrea and Oscar Schwab antraten, sie belegten beide einen vierten Rang. Von zwei weiteren Athleten ist die Identität unbekannt.
| Lauf 1 |                    |                    |            |
| Rang   | Athlet             | Nation             | Zeit       |
| 1      | Marcus Hurley      | Vereinigte Staaten | 1:08,6 min |
| 2      | George Wiley       | Vereinigte Staaten |            |
| 3      | Arthur Andrews     | Vereinigte Staaten |            |
| 4      | unbekannt          | Vereinigte Staaten |            |
| Lauf 2 |                    |                    |            |
| Rang   | Athlet             | Nation             | Zeit       |
| 1      | Aimé Fritz         | Vereinigte Staaten | 1:07,0 min |
| 2      | Charles Schlee     | Vereinigte Staaten |            |
| 3      | Oscar Goerke       | Vereinigte Staaten |            |
| 4      | unbekannt          | Vereinigte Staaten |            |
| Lauf 3 |                    |                    |            |
| Rang   | Athlet             | Nation             | Zeit       |
| 1      | Teddy Billington   | Vereinigte Staaten | 1:18,6 min |
| 2      | Henry Wittman      | Vereinigte Staaten |            |
| 3      | Anthony Williamsen | Vereinigte Staaten |            |
| 4      | unbekannt          | Vereinigte Staaten |            |
| Lauf 4 |                    |                    |            |
| Rang   | Athlet             | Nation             | Zeit       |
| 1      | Burton Downing     | Vereinigte Staaten | 1:13,6 min |
| 2      | Fred Grinham       | Vereinigte Staaten |            |
| 3      | Leo Larson         | Vereinigte Staaten |            |
| 4      | unbekannt          | Vereinigte Staaten |            |

### Halbfinale
Die zwei Schnellsten eines Laufes qualifizierten sich für das Finale.
| Halbfinale 1 |                  |                    |            |
| Rang         | Athlet           | Nation             | Zeit       |
| 1            | Marcus Hurley    | Vereinigte Staaten | 1:12,8 min |
| 2            | George Wiley     | Vereinigte Staaten |            |
| 3-4          | Aimé Fritz       | Vereinigte Staaten |            |
| 3-4          | Charles Schlee   | Vereinigte Staaten |            |
| Halbfinale 2 |                  |                    |            |
| Rang         | Athlet           | Nation             | Zeit       |
| 1            | Teddy Billington | Vereinigte Staaten | 1:09,0 min |
| 2            | Burton Downing   | Vereinigte Staaten |            |
| 3-4          | Fred Grinham     | Vereinigte Staaten |            |
| 3-4          | Henry Wittman    | Vereinigte Staaten |            |

### Finale
| Rang | Athlet            | Nation             | Zeit       |
| ---- | ----------------- | ------------------ | ---------- |
| 1    | Marcus Hurley     | Vereinigte Staaten | 1:09,0 min |
| 2    | Edward Billington | Vereinigte Staaten |            |
| 3    | Burton Downing    | Vereinigte Staaten |            |
| 4    | George Wiley      | Vereinigte Staaten |            |